# 순동운
순동운(1956년 4월 5일 ~ )은 대한민국의 성우, 배우이다. 1981년 CBS에 입사했으며, 현재는 CBS 특기이다. 기독교방송 성우극회 소속.
대한민국 성우 중 흔치 않은 희성(稀姓)을 가진 성우라서 캐스팅뱅크에서는 이름이 종종 '손'동운으로 오기되는 경우가 많았다.

## 주요 출연작품

### 애니메이션
- 《숲 속의 백설공주》 (SBS)
- 《오리대장 꽉꽉》 (SBS) - 갑판장 / 마을주민4
- 《누드누드》- Black Boss, 편집장
- 《이겨라 승리호》 (SBS)
- 《에스카플로네》 (SBS)
- 《천하무적 오보트》 (SBS)
- 《아기공룡 둘리 - 얼음별 대모험》 (KBS) - 헌터

### 외화
- 《아카풀코 해변수사대》(SBS)
- 《브로큰 애로우》(SBS)
- 《조슈아 트리》(SBS) - 에디(켄 포리)
- 《죽음의 표적》(SBS)
- 《블랙 레인》 (SBS)
- 《오스틴 파워》(SBS)
- 《태극권》 (SBS) - 진부
- 《쥬라기 공원2》 (SBS)
- 《러시아워》 (SBS) - 경찰(조디 밀러드)
- 《폴리스 스토리》 (SBS) - 고요한(조사리)
- 《폴리스 스토리 2》 (SBS) - 고요한(조사리)
- 《폴리스 스토리 4》 (SBS) - 예고로프의 부하(벤 아서)
- 《신투첩영》 (SBS)
- 《성룡의 CIA》 (SBS) - 과학자(사이먼 잔센)
- 《유산상속 벼락부자》 (SBS)
- 《까미유 클로델》 (SBS)
- 《동굴 속의 비밀》 (SBS)
- 《러시아워》 (SBS) - 경찰(조디 밀러드)
- 《마틴 쉰의 유죄추정》 (SBS)
- 《연애사진》 (SBS)
- 《다이하드 2》 (SBS) - 경찰(제이슨 아지키웨) / 관제탑 직원
- 《리플리컨트》 (SBS)
- 《캡틴 테일러》 (SBS)
- 《꿈꾸는 아프리카》 (SBS)
- 《이도공간》 (SBS)
- 《엑소시스트》 (SBS) - 클라인 (바턴 헤이먼)
- 《세인트 엘모의 열정》 (SBS)
- 《취권》 (SBS)
- 《장 가방의 침묵의 총》 (SBS)
- 《슈퍼맨3》 (SBS)
- 《삼국지》 (HBC, MBC) - 원소(홍우주)
- 《머더 바이 넘버》 (SBS) - 알 스완슨(톰 베리카)
- 《국경선》 (SBS)
- 《아메리칸 코만도》 (SBS)
- 《주성치의 성전강호》(SBS)
- 《장 폴 벨몽도의 밤의 추적자》 (SBS)
- 《최후의 탈출》 (SBS) - 밀러
- 《코 끝에 걸린 사나이》 (SBS) - 핫도그 상인(데이빗 소스나)
- 《사형도수》 (SBS) - 홍위무관의 집사(채휘)

### 게임
- 《이리너》

### 드라마
- 《상도》 (MBC)
- 《가을에 만난 남자》 (MBC)
- 《어사 박문수》 (MBC)
- 《눈사람》 (MBC)
- 《스크린》 (SBS)
- 《대장금》 (MBC) - 이현욱
- 《전원일기》(MBC)
- 《MBC 베스트극장》(MBC)
- 《사랑하는 아들아》(MBC)
- 《굿모닝 영동》 (KBS2)
- 《여자만세》(SBS)
- 《온달왕자들》(MBC) - 주장미 회사 동료
- 《남자대탐험》(SBS)
- 《해피투게더》(SBS)
- 《꿈은 이루어진다》(MBC) - 세무서 공무원
- 《줄리엣의 남자》(SBS)
- 《삼김시대》 (SBS) - 군 검찰
- 《코리아게이트》 (SBS) - 황원탁
- 《올인》 (SBS)
- 《제2공화국》 (MBC) - 유병국, 오위영 비서, 단역
- 《제5공화국》 (MBC) - 이원조
- 《주몽》 (MBC) - 왕소문
- 《이산》 (MBC) - 이건태
- 《조선왕조 500년 인현왕후》 (MBC) - 유명견
- 《국희》(MBC)
- 《신돈》 (MBC) - 김림
- 《일지매》 (SBS) - 김익희
- 《동이》 (MBC) - 병조판사
- 《계백》 (MBC) - 진국
- 《마을 - 아치아라의 비밀》 (SBS) - 장민철
- 《파일럿》 (MBC)
- 《임꺽정》 (SBS) - 이방
- 《허준》 (MBC) - 과거응시차 한양 가는 양반 도령
- 《영웅반란》 (MBC)
- 《남량특집 드라마 M (MBC)

### 영화
- 《비개인 오후를 좋아하세요?》1991
- 《인생이 뭐 객관식 시험인가요》1992
- 《돼지가 우물에 빠진 날》1996 - 판사